# IC 4508/2
IC 4508/2 је елиптична галаксија у сазвијежђу Волар која се налази на листи објеката дубоког неба у Индекс каталогу.
Деклинација објекта је + 31° 46' 5" а ректасцензија 14h 47m 51,5s. Привидна величина (магнитуда) објекта IC 4508 износи 15,5 а фотографска магнитуда 16,5. IC 45082 је још познат и под ознакама CGCG 164-25.